# Mylowe
Mylowe (ukrainisch Милове; russisch Мыловое/Mylowoje) ist ein Dorf im Süden der Ukraine, etwa 92 Kilometer nordöstlich der Oblasthauptstadt Cherson gelegen.
Der Ort wurde 1781 zum ersten Mal schriftlich erwähnt. Durch den Bau des Kachowkaer Stausees in den 1950er Jahren wurde der Ort überflutet, weswegen er 1 Kilometer weiter im Landesinneren neu errichtet wurde.
Im Verlauf des russischen Überfalls auf die Ukraine wurde der Ort im März 2022 durch russische Truppen besetzt und konnte am 11. November 2022 wieder durch ukrainische Truppen zurückerobert werden.

## Verwaltungsgliederung
Am 13. August 2018 wurde das Dorf zum Zentrum der neugegründeten Landgemeinde Mylowe (Милівська сільська громада/Myliwska silska hromada). Zu dieser zählten auch noch die 4 Dörfer Katschkariwka, Sablukiwka, Suchanowe und Tscherwonyj Jar, bis dahin bildete es zusammen mit den Dörfern Suchanowe und Tscherwonyj Jar die gleichnamige Landratsgemeinde Mylowe (Милівська сільська рада/Myliwska silska rada) im Osten des Rajons Beryslaw.
Am 12. Juni 2020 kamen noch weitere 5 in der untenstehenden Tabelle aufgelistete Dörfer zum Gemeindegebiet dazu.
Folgende Orte sind neben dem Hauptort Mylowe Teil der Gemeinde:
| Name                     | Name           | Name                           |
| ukrainisch transkribiert | ukrainisch     | russisch                       |
| ------------------------ | -------------- | ------------------------------ |
| Dudtschany               | Дудчани        | Дудчаны                        |
| Katschkariwka            | Качкарівка     | Качкаровка (Katschkarowka)     |
| Nowa Kamjanka            | Нова Кам’янка  | Новая Каменка (Nowaja Kamenka) |
| Nowohryhoriwka           | Новогригорівка | Кучерское (Kutscherskoje)      |
| Nowokajiry               | Новокаїри      | Новокаиры (Nowokairy)          |
| Respublikanez            | Республіканець | Республиканец                  |
| Sablukiwka               | Саблуківка     | Саблуковка (Sablukowka)        |
| Suchanowe                | Суханове       | Суханово (Suchanowo)           |
| Tscherwonyj Jar          | Червоний Яр    | Червоный Яр (Tscherwony Jar)   |